# Babócsa vára
A régészeti kutatások alapján bebizonyosodott, hogy Babócsán három erődített hely, azaz vár létezett a középkorban.

## Története
Az első vár Árpád-kori eredetű, motte típusú földvár volt, amely a Rinya bal partján valamikor a 11–13. század körül keletkezhetett és még a Tibold nemzetség tagjai, Babócsa egykori birtokosai építették, akiknek itt volt a birtokközpontjuk is. Ez a vár a későbbi „Török-várnak” az úgynevezett elővára volt. Ez a korai vár 30 méter × 35 méter széles lehetett, a Rinya holtága folyta körbe. Az erődítményt a török korban is használták.
A másik vár a Török-vár volt, amely a község szívében később épült fel, és amelynek első írásos említése 1439-ből származik. 1398-tól a Marczali, majd 1490-től Báthori-család birtokközpontja, rezidenciája is volt. Egy 1490-es oklevél szerint a nemzetség birtokmegosztásakor György főlovászmester, somogyi főispán kapta meg királyi adományként. Erről egy 1495-ből való oklevél is említést tesz. 1496-ban II. Ulászló király is töltött itt néhány napot a Báthoryak vendégeként.
Később, a török háborúk idején mint Szigetvár elővárának, Babócsának is fontos szerep jutott a végvári harcokban: 1555-ben a várat Toigon Ozman török hadvezér foglalta el, majd 1556-ban a törökök a várat felgyújtották, azután elhagyták. Ugyanebben az évben ütköztek meg Zrínyi Miklós és Nádasdy Tamás hadai Ali basa hadaival Babócsa mellett. 1562-ben a vár újra magyar kézben volt, kapitánya ekkor Perneszi Farkas volt. 1566-ban, Szigetvár eleste után a vár ismét török kézre került. Az 1568–1569 közötti török zsoldlajstrom adatai szerint a várőrség 558 emberből állt.
Zrinyi Györgynek 1594. március 21-én a török kardcsapás nélkül feladta Berzencét. Másnap Zrínyi Csurgó alá vonult hadaival, és mikor annak ostromát megkezdte, Hasszán aga, Segesd parancsnoka, annyira megijedt az ágyúk bömbölésétől, hogy a várat felgyújtva, megrémült hadaival Babócsára menekült. Csurgó bevétele után Zrinyi Babócsa ostromára határozta el magát, de a hóolvadás következtében a Rinya áradása megakadályozta az átvonulást, és mivel az egyetlen hidat, mely Nagykorpád községben volt, a törökök lerombolták, kénytelen volt Kanizsára visszatérni.

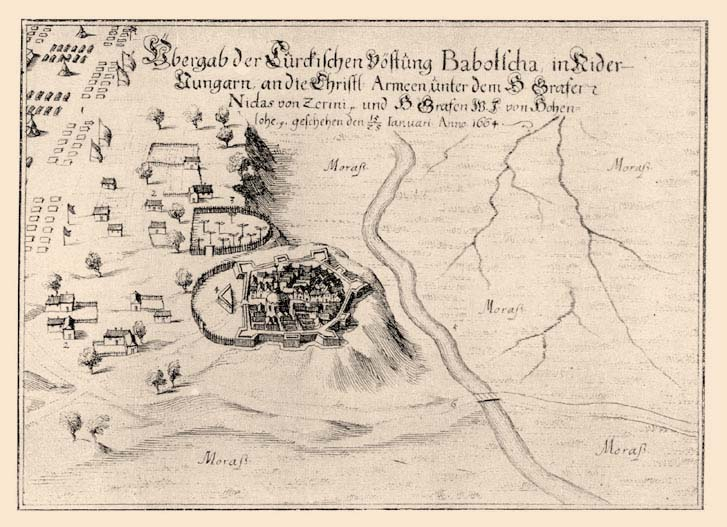
Babócsa vára 1664-ben egy régi metszeten

1595 augusztusának végén Herberstein Zsigmond, Zrinyi György és Hajmásy Kristóf, mintegy 10 000 emberből álló sereget gyűjtve össze, Babócsa ostromára indultak és Korpádnál hidat verve, átkeltek a folyón. Mikor azután Csurgóról a Babócsától félmérföldnyire fekvő Rinyaszentkirályra értek, a babócsai török őrség felgyújtotta a várat és 8 ágyúját otthagyva, Szigetvár felé menekült. Herberstein és Zrinyi birtokukba vették a várat, melyet kijavíttattak, majd ezzel elkészülve, Zrinyi György várparancsnokul Horváth Miklós századost helyezte oda Kanizsáról. A magyar katonaság hadnagya Hajmásy, a németeké Wilhelm Uhrmüller lett.
1597-ben a szigeti bég megtudva, hogy Horváth Miklós nincs Babócsán és hogy az ottani őrség legnagyobb részét harcba hívták, négyezer emberrel megtámadta Babócsa várát. De Végh Gergely és az ottani német hadak keményen védték magukat, a török pedig csak akkor hagyta abba az ostromot, mikor meghallotta, hogy Zrinyi György hadaival Kanizsa alá ért, mert azt hitte, hogy Zrinyi a babócsaiak segítségére siet.

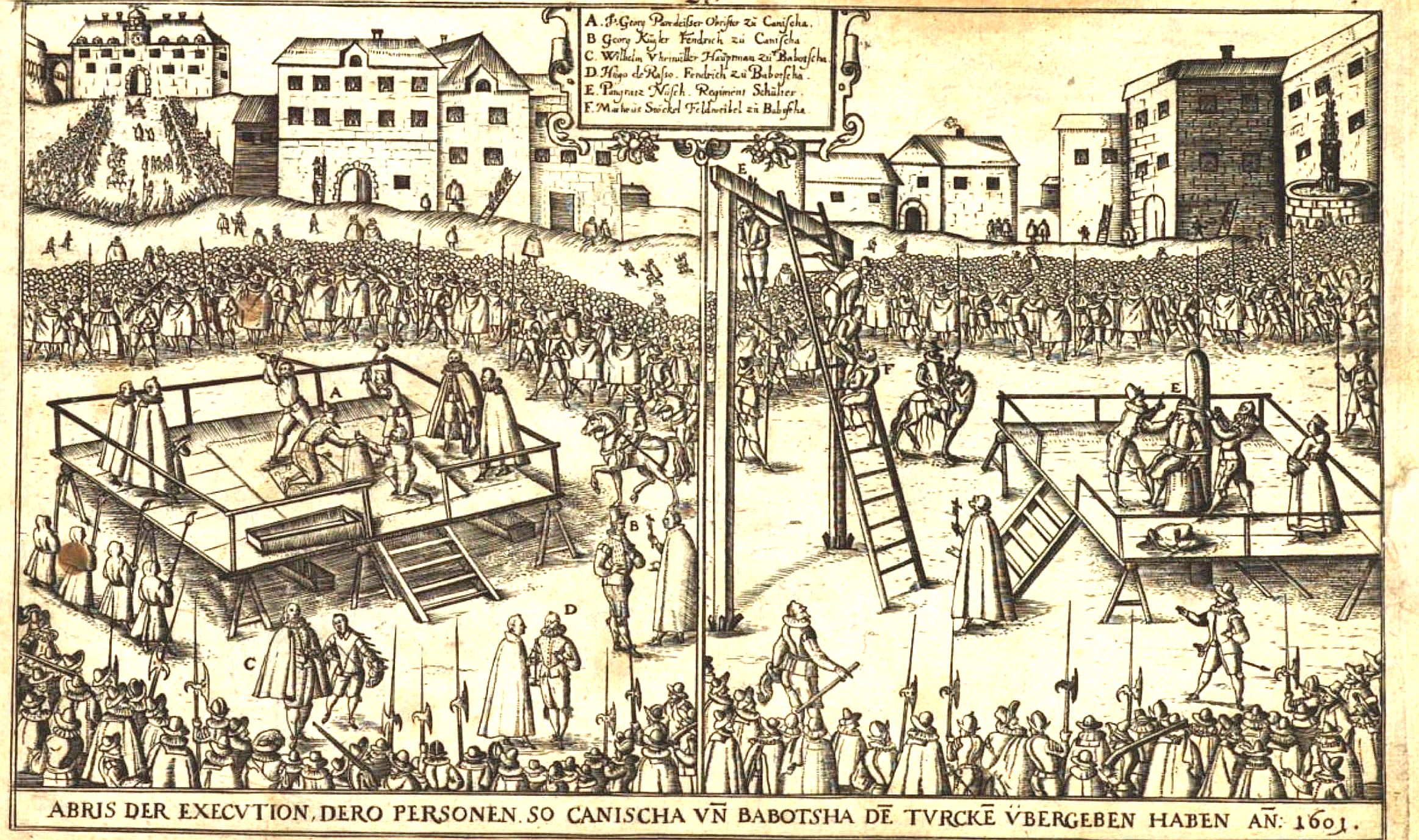
A babócsai vár feladóinak kivégzése (1601). 1600. szeptember 4-én 300 német gyalogos, 200 magyar darabant és 50 huszár védte a várat, de csúfos körülmények között feladták a törököknek az erősséget, így a vár feladása is hozzájárult Kanizsa elvesztéséhez

1600 nyarán Murád basa Babócsa elfoglalását határozta el. Babócsát Pethő Gergely 200 magyarral és Uhrmüller 100 német lovassal négy napon át védte, de mivel segítséget sehonnan sem remélhettek, feladták a várat.
Ibrahim Szigetváron vette Babócsa elestének hírét, ahol seregét megpihentette, mire roppant hadával Babócsára vonult, hol rendkívüli tanácskozást tartott, majd Kanizsa ellen vonult. Nem sokkal később már szinte az egész vármegyében a török volt az úr egy-két, a Balaton déli partján levő vár kivételével, a 16. század végére pedig már csak Babócsa és Kis-Komár voltak magyar kézben, Somogy vármegye ekkor már csak névleg állt fenn. Babócsa ura ekkor Báthori István gróf, Somogy vármegye főispánja volt. Az 1600-as hadjárat folyamán aztán Babócsával együtt Komárváros, Lak, Bolondvár, majd Kanizsa is török kézre került, ezzel az egész vármegye török uralom alá került. Babócsa elestével a Báthoriak is kiszorultak a vármegyéből.
Az 1618–1619-ből fennmarad feljegyzések szerint a török várőrség ekkor 359 emberből állt.
Az 1664. évi téli hadjárat alatt gróf Zrínyi Miklós, a költő, foglalta vissza Babócsa várát a törököktől, és 1664. február 11-én innen keltezte a bécsi udvarnak szóló jelentését is, sikeres téli hadjáratról számolva be benne, egyben fegyvert és katonát kért a királytól az elfoglalt vár megtartására. A várat valószínűleg ezen téli hadjáratkor rombolták le annyira, hogy többé már nem tartották érdemesnek helyreállítani.

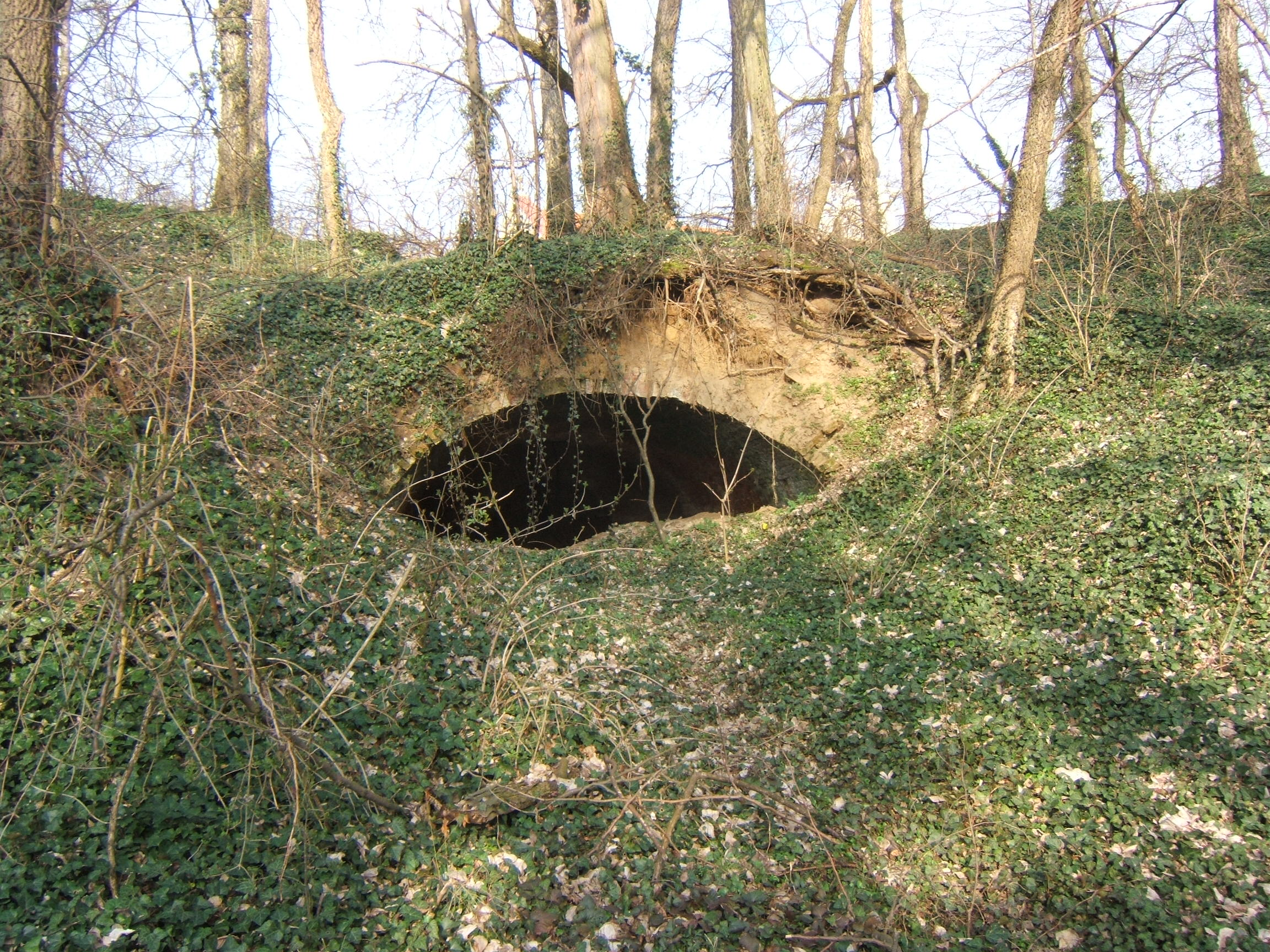
A vár maradványai 2017-ben